# Bigsweir Bridge
Bigsweir Bridge je silniční most přes řeku Wye z roku 1829, který se nachází na hranici mezi obcemi St. Briavels v hrabství Gloucestershire v Anglii a Llandogo v hrabství Monmouthshire ve Walesu. V roce 1988 se stal památkově chráněnou stavbou stupně II*.

## Poloha
Most převádí silnici A466 a nachází se asi 3,2 km severně od obce Llandogo, 3,2 km jižně od Whitebrooku a 4,8 km západně od obce St. Briavels. Jedná se o přirozenou přílivovou hranici řeky Wye a plavba tímto úsekem spadá pod jurisdikci správy přístavu Gloucester.

## Most
Elegantní litinový silniční most byl postaven jako součást nové mýtné silnice (Turnpike road) vybudované v dolní části údolí řeky Wye mezi Chepstowe, a Monmouthem. Mýtná silnice Wye Valley Road byla zřízena společností St Arvans-Redbrook Turnpike Trust na základě zákona z oku 1824. O několik let dříve byl v Chepstow otevřen tehdy nejmodernější most, který se dnes nazývá Old Wye Bridge. Mýtné bylo ukončeno v roce 1879 po zprovoznění železnice Wye Valley v roce 1876.
Most spojuje anglickou a velšskou stranu řeky, přičemž na velšské straně stojí opuštěná, ale nedávno obnovená mýtnice. Most navrhl Charles Hollis z Londýna a byl odlit v Merthyr Tydfil, tehdejším předním světovém městě proslaveném tavením železa, a postaven v letech 1826–1829 (jiný údaj: v letech 1829–1835 uvádí pamětní deska na zdi domu Bigsweir House).
Stavba o celkové délce asi 100 m se skládá z jednopolového obloukového mostu o rozpětí 50 m, mostních opěr a přístupových ramp z pískovce. Oblouk se skládá ze čtyř litinových žeber spojených dohromady z celkem šestnácti segmentů. Svislé a diagonální kované tyče podpírají mírně zakřivenou vozovku, která je lemována litinovými horními pásy a zábradlím. O několik let později byla na obou koncích přidána dvojice kamenných povodňových (inundačních) oblouků, čímž se původní délka mostu (50 m) zdvojnásobila.
Kvůli úzké šířce mostu je provoz po silnici A466 řízen na obou koncích semafory. V letech 2010–2011 byl most rekonstruován, zpevněn a nově natřen.

## Okolí
Most stojí daleko od měst v otevřené krajině, leží asi 600 metrů proti proudu řeky od rybího jezu a brodu Bigsweir, který se nachází poblíž domu Bigsweir House, s nímž je spojen název mostu. Podle sira Josepha Bradneyho byl jez, jeden z mnoha starobylých na řece, pojmenován po Buddigovi nebo Budicovi, otci Euddogwyho nebo Oudoceuse, velšského biskupa ze 7. století, který odešel na odpočinek do Llandoga. Mezi zaznamenané rané hláskové podoby jména patří Bikeswere a Brithekeswere.
Právo rybolovu v Bigsweiru byla zmíněna v Domesday Book. V roce 1331 tato práva drželi mniši z opatství Tintern, které se nacházelo asi 6,4 km po proudu řeky od jezu, a existovaly námitky proti tomu, aby opatství zvyšovalo hladinu jezu a bránilo tak plavbě. V roce 1537 přešla práva nad jezem na hraběte z Worcesteru a později na jeho nástupce, vévody z Beaufortu.

## Dům a panství Bigsweir
Panství Bigsweir na gloucestershirské straně jezu bylo původně součástí pozemků biskupů z Herefodu, než v roce 1445 přešlo svobodné vlastnictví na Thomase Catchmaye. Po několik staletí zůstalo hlavním sídlem a majetkem rodiny Catchmayů (nebo Catchmayde).
Samotný dům Bigsweir House byl přestavěn kolem roku 1740, pravděpodobně Williamem Catchmayem (zemřel 1743). Jedná se o dvoupatrovou budovu postavenou z pískovce se symetrickým pětitraktovým průčelím. Po přechodu domu do vlastnictví Jamese Rookea (zemřel 1805) byly provedeny přístavby. Panství bylo rozšířeno nákupem lesních pozemků a samotný dům byl renovován s bohatou vnitřní výzdobou, včetně obložených místností a propracovaných říms a architrávů. Další přístavby byly provedeny ve 20. století. Bigsweir House je památkově chráněnou budovou II. stupně, do rejstříku byl zapsán v roce 1954.
V roce 2018 se zde natáčel kritikou oceňovaný seriál Sex Education společnosti Netflix.

## Galerie

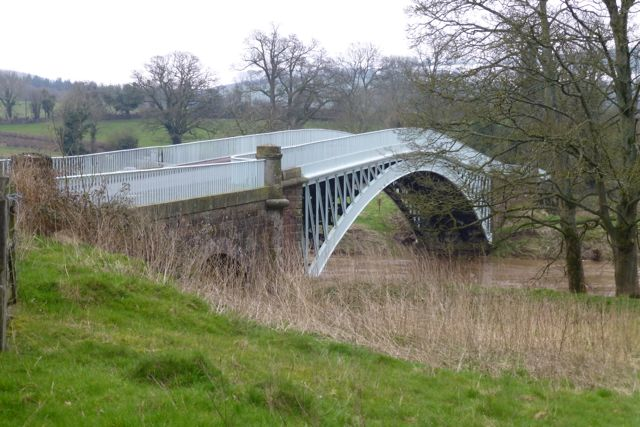
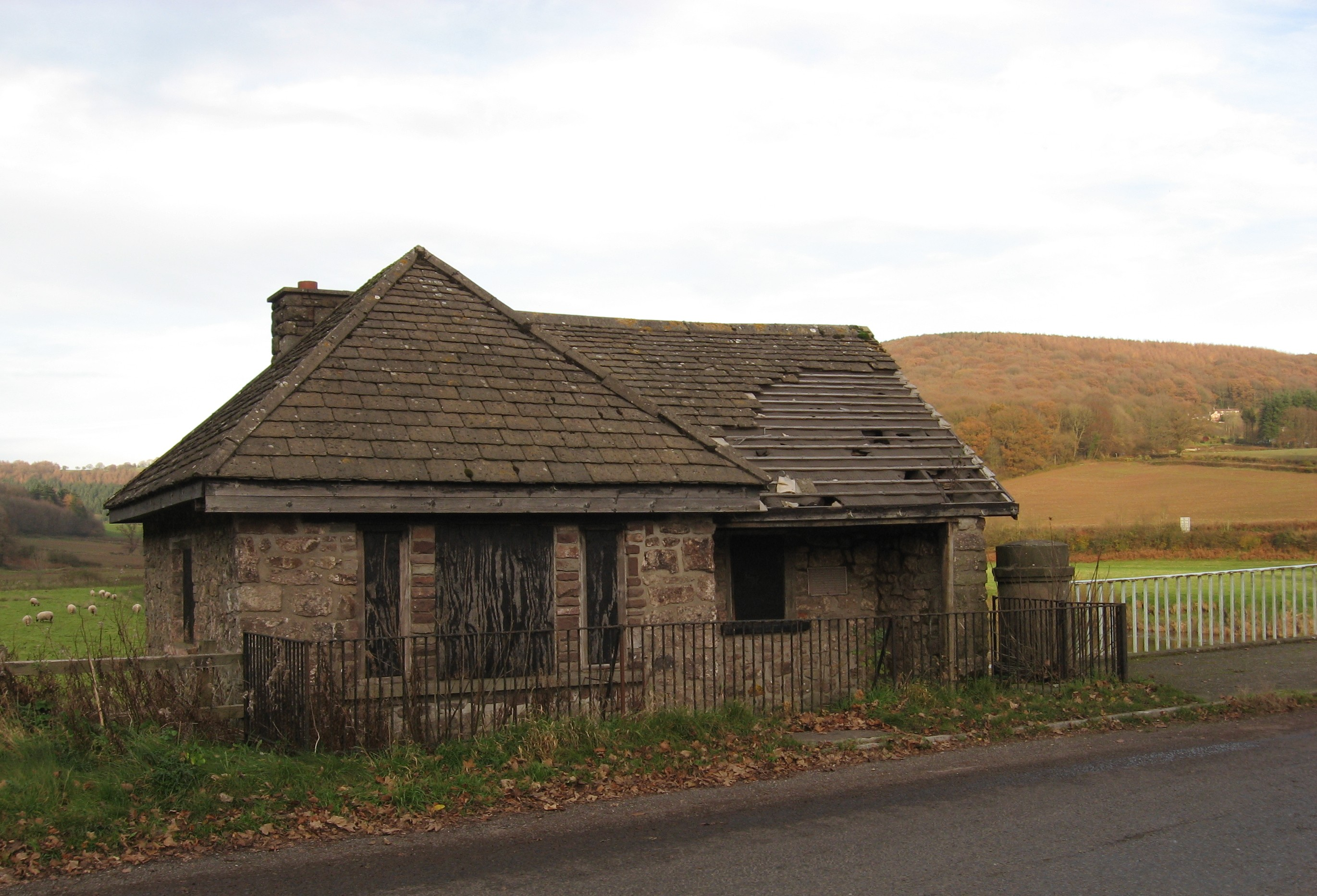
Mýtnice
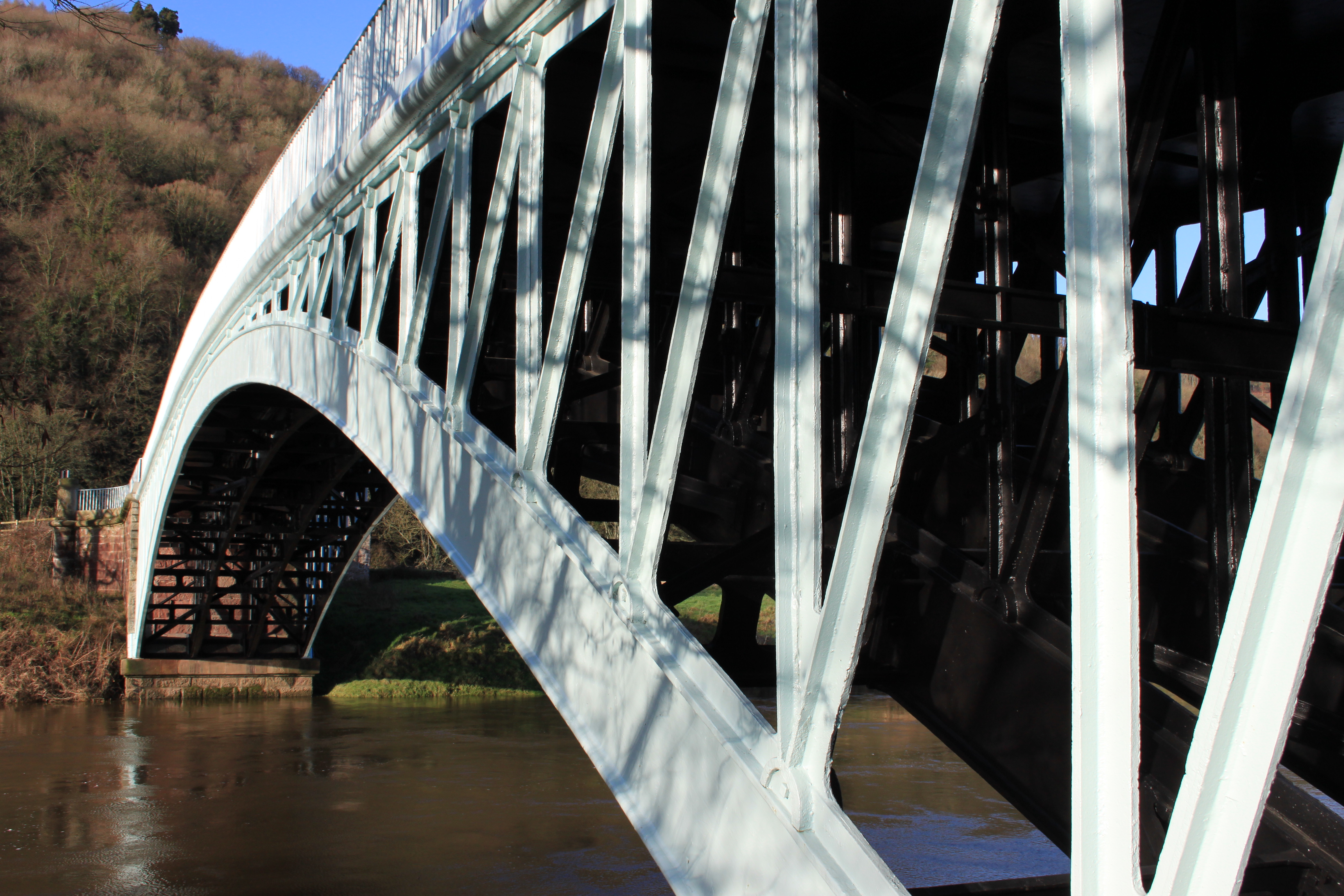
Detail
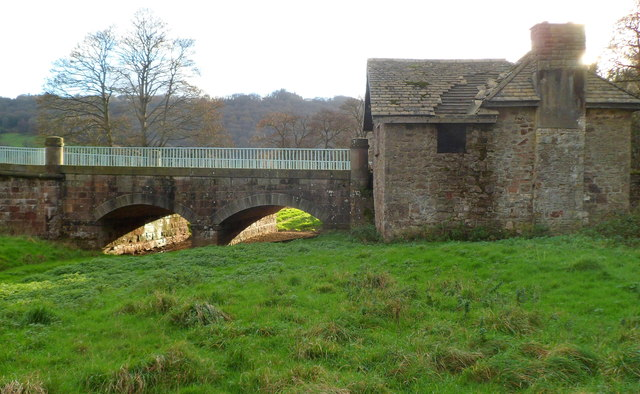
Mýtnice a inundační oblouky
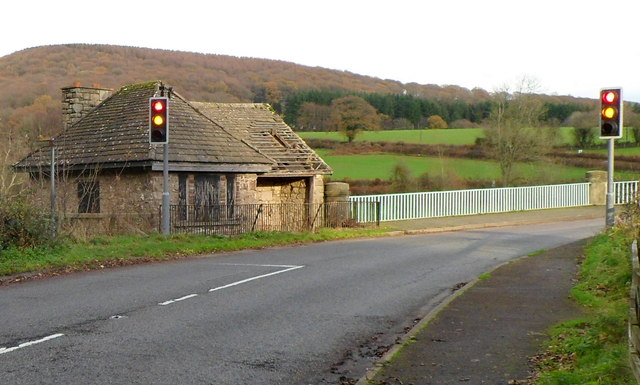
Vjezd na most je řízen semafory
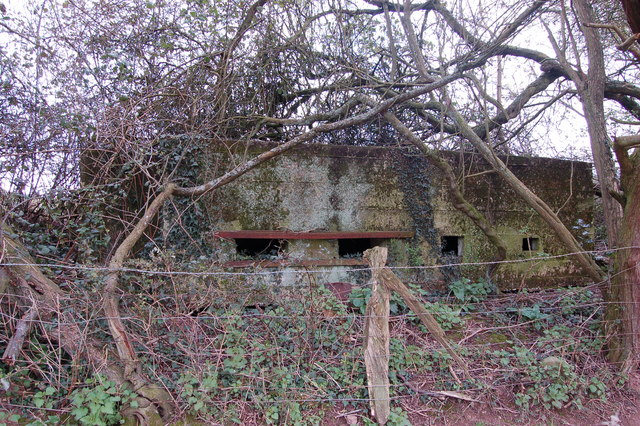
Železobetonový nestandardní bunkr z druhé světové války chránil most
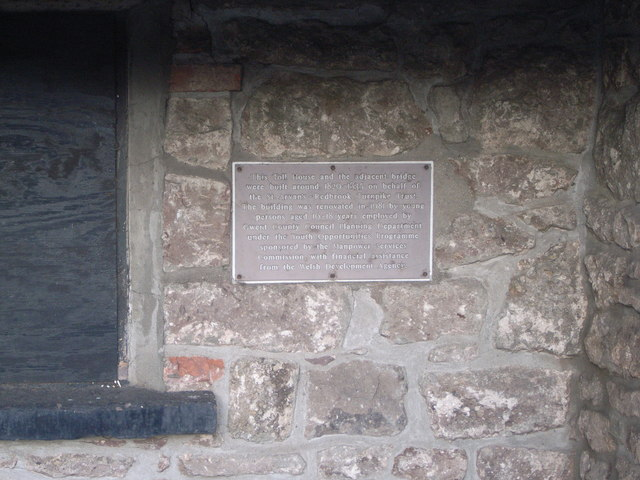
Pamětní deska na zdi Bigsweir Bridge Toll House